# Total Chalaco
Total Chalaco was een Peruviaanse voetbalclub uit Callao. 

## Geschiedenis
De club werd op 21 december 2004 opgericht in Arequipa als Total Clean FC. De thuiswedstrijden werden gespeeld in het Estadio Mariano Melgar gespeeld, dat plaats bood aan 20.000 toeschouwers. De clubkleuren zijn zwart-geel. De club promoveerde in 2006 naar de hoogste klasse, maar degradeerde al na één seizoen. In 2008 werd de club kampioen in de tweede klasse, echter had de club veel schulden en werd verkocht aan de vicepresident van Atlético Chalaco. De club verhuisde naar Callao en nam de naam Total Chalaco aan. Bij de terugkeer en eindigde de club twaalfde. Het volgende seizoen degradeerden ze weer. Hierna werd de club ontbonden. 

## Erelijst
- Segunda División (1):

2008
- Derde Divisie (1):

2006